# آینه شکسته
«آینهٔ شکسته» داستان کوتاهی از نویسندهٔ ایرانی، صادق هدایت است که بار نخست در ۱۳۱۱ خورشیدی همراه با ده داستان کوتاه دیگر در مجموعه‌داستان سه قطره خون در تهران منتشر شد. «آینهٔ شکسته» داستانی عاشقانه دربارهٔ رابطهٔ جمشید و دختر هنرمندی به نام اودت در پاریس است.

## خلاصهٔ داستان
داستان از زبان جمشید روایت می‌شود. او با تلاش بسیار موفق می‌شود دوستی دختر هنرمندی به نام اودت را به خود جلب کند. دریچهٔ اتاق‌های آن‌ها روبروی هم باز می‌شود. روزی جمشید متوجه می‌شود که کیف اودت پیش او جا مانده و بی‌اعتنا کیف را به پایین برای اودت پرتاب می‌کند. اودت شکستن آینه‌اش در کیف را بدشگون می‌داند و …

## نقدها
به‌گفتهٔ سیمین‌دخت مردانی‌کُرانی، زنِ داستان «آینهٔ شکسته» با زن‌های داستان‌هایی چون «گرداب»، «آبجی خانم»، «داش آکل»، و «لاله» متفاوت است. در این داستان‌ها مرد است که در عشق سخن می‌گوید و زن‌ها در پس پرده هستند. اودت مانند لاله، آبجی خانم، و مرجان نیست. او در نشان دادن احساسات عاشقانهٔ خود ناتوان نیست. اودت یک دختر متجدد فرانسوی است. هرچند که او خرافاتی است و سبب نرسیدنش به جمشید را شکستن آینه می‌داند.